# Терентєво (Калузька область)
Терентєво (рос. Терентьево) — присілок в Малоярославецькому районі Калузької області Російської Федерації.
Населення становить 71 особу. Входить до складу муніципального утворення Присілок Шум'ятино.

## Історія
Від 2004 року входить до складу муніципального утворення Присілок Шум'ятино.

## Населення
| 2002 | 2010 |
| ---- | ---- |
| 64   | ↗71  |